# Фолклорен ансамбъл „Родопа“
Фолклорен ансамбъл „Родопа“ в Смолян е ансамбъл за народни песни и танци от Родопската фолклорна област, с големи заслуги в популяризирането на родопския фолклор.

## История, настояще и творчество
Фолклорен ансамбъл „Родопа“ е създаден през 1960 г. в град Смолян, за да събира, запазва и популяризира песенно-инструменталния фолклор на Родопа планина. Трите формации – народен хор, оркестър и танцов състав – поднасят специфично стилово изкуство, наситено с багри и многогласие и овладян ритъм. Водеща в творческото амплоа на колектива е лиричната среднородопска песен – понякога едва докосната, понякога с разместени полифонични пластове, но винаги вярно интерпретирана. Залюляните песни и мелодии, нагънатите родопски хора, различните български фолклорни области (от Странджа, Трънско и Добруджа, Пиринско и Крайдунавско – сродени и взаимно подхранващи се) изграждат професионалния облик на фолклорен ансамбъл „Родопа“.
Народно-изпълнителското изкуство на ансамбъла е известно не само в България, но и по света – Полша, Чехия, Германия, Франция, Русия, Северна Корея, Гърция, Китай, Италия и много други страни.
От основаването си ансамбъл „Родопа“ има над 6000 концерта и с годините придобива все по-голяма популярност и признание. Неоспорим е приносът на ФА „Родопа“ за запазването на фолклорното наследство на планината на Орфей – Родопа. Традиция и приемственост, традиция и съвременност са умело съчетани и преплетени в порой от багри, звуци и ритъм. Със своите успехи пред многобройната публика ансамбълът е спомогнал за популяризирането на родопската песен и танц. Той има изключително голям принос за обогатяване на културния живот на България. За своите постижения ФА „Родопа“ е удостоен с редица награди и отличия, сред които орден „Кирил и Методий“ – I степен, Златна лира, Кристална лира и Сребърно огърлие на Съюза на музикалните и танцови дейци. Гордост за ансамбъла е „космическия глас“ Валя Балканска, чийто творчески път е свързан изцяло с ансамбъла. Развитието на ФА „Родопа“ е свързано със специфичността, оригиналността и емоционалността на родопския фолклор, с ладовото му звучене – качества, които позволяват изграждането на богат репертоар. С първата ансамблова програма публиката се среща през 1963 година. Трите здраво споени звена с творческа и изпълнителска стиловост поднасят силно, синкретично изкуство, наситено с багри, многогласие и овладян ритъм.
Живи носители на фолклора през годините са: Валя Балканска, Христина Лютова, Димитрия Седянкова, Елена Грибачева, Стефка Маринска, Соня Калоферова, Златина Узунова и др. Солисти са Дочо Гречков, Младен Койнаров, а гайдари – Димитър Петковски, Димитър Гривнин, Георги Мусорлиев, Георги Кичуков, Петър Янев и други. В развитието на ансамбъла умело прибавят своя талант творци като Асен Диамандиев, Филип Кутев, Стефан Кънев, Николай Кауфман, Коста Колев, Красимир Кюркчийски, Стефан Мутафчийски.

## Репертоар
- Целият репертоар на ансамбъла е основан на теми и сюжети, претворени в сценографски въплъщения на събития и случки, емоции и идеи, илюстрирани и подкрепени от песните и мелодиите на Родопите.
- Най-популярни песенни заглавия от репертоара на ансамбъла са: „Заспало е Челебийче“, „Руфинка болна легнала“, „Пиле приз гора прихворкна“, „Месечинко лю, грейливка“, „Очи, очи, пусти чорни очи“, „Вчера си, майчо, отидох“, „Бел ветер дуе“, „Триста са пушки пукнали“, „Дай си ма, майчинко“, „Страхиле, страшен войвода“ и други.
- По-известни хореографски постановки: „Утро над Родопа“, „Роснала ситна Росица“, „Цветя от Родопа“, „Гурбетчии“, „Предой“, „Керкели“ и други.
- Песенният материал обхваща над 400 заглавия от всички родопски подобласти, най-често застъпвана е среднородопската.
- В репертоара са включени и популярни песенни образци от други фолклорни области на страната.
- Народният оркестър има в репертоара си над 30 инструментални пиеси.

## Дискография
- 1980 – „ДАНПТ „Родопа“ – Смолян“[1]
(LP, Балкантон – ВНА 10557)
- 2004 – „Държавен ансамбъл за народни песни и танци Родопа“
(CD)